# Wereldkampioenschap superbike van Shah Alam 1990
Het wereldkampioenschap superbike van Shah Alam 1990 was de elfde ronde van het wereldkampioenschap superbike 1990. De races werden verreden op 4 november 1990 op Shah Alam in Shah Alam, Maleisië.

## Race 1
| Pos | Nr | Rijder                       | Constructeur | Rondes | Tijd                | Grid | Punten |
| --- | -- | ---------------------------- | ------------ | ------ | ------------------- | ---- | ------ |
| 1   | 4  | Fabrizio Pirovano            | Yamaha       | 26     | 39:04.610           | 3    | 20     |
| 2   | 11 | Rob Phillis                  | Kawasaki     | 26     | +0.310              | 1    | 17     |
| 3   | 2  | Stéphane Mertens             | Honda        | 26     | +6.300              | 6    | 15     |
| 4   | 3  | Raymond Roche                | Ducati       | 26     | +19.210             | 2    | 13     |
| 5   | 19 | Rob McElnea                  | Yamaha       | 26     | +19.990             | 4    | 11     |
| 6   | 37 | Peter Goddard                | Yamaha       | 26     | +21.090             | 5    | 10     |
| 7   | 7  | Terry Rymer                  | Yamaha       | 26     | +39.440             | 7    | 9      |
| 8   | 16 | Malcolm Campbell             | Honda        | 26     | +39.770             | 8    | 8      |
| 9   | 9  | Jari Suhonen                 | Yamaha       | 26     | +48.930             | 10   | 7      |
| 10  | 50 | René Bongers                 | Yamaha       | 26     | +49.060             | 13   | 6      |
| 11  | 23 | James Knight                 | Kawasaki     | 26     | +1:07.080           | 12   | 5      |
| 12  | 5  | Anders Andersson             | Yamaha       | 26     | +1:19.460           | 14   | 4      |
| 13  | 30 | Simon Crafar                 | Yamaha       | 26     | +1:31.270           | 21   | 3      |
| 14  | 33 | Seng Kooi Tai                | Honda        | 25     | +1 ronde            | 15   | 2      |
| 15  | 29 | Nattavude Charoensukhawatana | Kawasaki     | 25     | +1 ronde            | 17   | 1      |
| 16  | 27 | Trevor Jordan                | Suzuki       | 25     | +1 ronde            | 19   |        |
| 17  | 22 | Simon Buckmaster             | Kawasaki     | 25     | +1 ronde            | 22   |        |
| 18  | 10 | Michael Dowson               | Kawasaki     | 24     | +2 ronden           | 11   |        |
| DNF | 28 | Matthew Blair                | Suzuki       | 21     | Uitgevallen         | 16   |        |
| DNF | 32 | Meng Heng Kuan               | Yamaha       | 17     | Uitgevallen         | 24   |        |
| DNF | 47 | Saen Choeisak                | Yamaha       | 9      | Uitgevallen         | 23   |        |
| DNF | 36 | Takahiro Sohwa               | Kawasaki     | 8      | Uitgevallen         | 9    |        |
| DNF | 31 | Cletus Adi Haslam            | Yamaha       | 5      | Uitgevallen         | 18   |        |
| DNF | 38 | Fabian Looi                  | Honda        | 2      | Uitgevallen         | 20   |        |
| DNQ | 41 | Peter Smolik                 | Suzuki       | 0      | Niet gekwalificeerd |      |        |

## Race 2
| Pos | Nr | Rijder                       | Constructeur | Rondes | Tijd                | Grid | Punten |
| --- | -- | ---------------------------- | ------------ | ------ | ------------------- | ---- | ------ |
| 1   | 4  | Fabrizio Pirovano            | Yamaha       | 23     | 34:30.860           | 3    | 20     |
| 2   | 11 | Rob Phillis                  | Kawasaki     | 23     | +0.280              | 1    | 17     |
| 3   | 3  | Raymond Roche                | Ducati       | 23     | +1.720              | 2    | 15     |
| 4   | 2  | Stéphane Mertens             | Honda        | 23     | +8.480              | 6    | 13     |
| 5   | 19 | Rob McElnea                  | Yamaha       | 23     | +9.140              | 4    | 11     |
| 6   | 37 | Peter Goddard                | Yamaha       | 23     | +9.430              | 5    | 10     |
| 7   | 7  | Terry Rymer                  | Yamaha       | 23     | +29.840             | 7    | 9      |
| 8   | 9  | Jari Suhonen                 | Yamaha       | 23     | +34.780             | 10   | 8      |
| 9   | 16 | Malcolm Campbell             | Honda        | 23     | +34.960             | 8    | 7      |
| 10  | 50 | René Bongers                 | Yamaha       | 23     | +49.890             | 13   | 6      |
| 11  | 23 | James Knight                 | Kawasaki     | 23     | +50.130             | 12   | 5      |
| 12  | 5  | Anders Andersson             | Yamaha       | 23     | +1:08.080           | 14   | 4      |
| 13  | 30 | Simon Crafar                 | Yamaha       | 23     | +1:24.060           | 21   | 3      |
| 14  | 10 | Michael Dowson               | Kawasaki     | 23     | +1:25.230           | 11   | 2      |
| 15  | 47 | Saen Choeisak                | Yamaha       | 23     | +1:29.570           | 23   | 1      |
| 16  | 29 | Nattavude Charoensukhawatana | Kawasaki     | 23     | +1:30.010           | 17   |        |
| 17  | 33 | Seng Kooi Tai                | Honda        | 22     | +1 ronde            | 15   |        |
| 18  | 31 | Cletus Adi Haslam            | Yamaha       | 22     | +1 ronde            | 18   |        |
| 19  | 22 | Simon Buckmaster             | Kawasaki     | 22     | +1 ronde            | 22   |        |
| DNF | 36 | Takahiro Sohwa               | Kawasaki     | 18     | Uitgevallen         | 9    |        |
| DNF | 38 | Fabian Looi                  | Honda        | 8      | Uitgevallen         | 20   |        |
| DNF | 28 | Matthew Blair                | Suzuki       | 6      | Uitgevallen         | 16   |        |
| DNF | 32 | Meng Heng Kuan               | Yamaha       | 3      | Uitgevallen         | 24   |        |
| DNF | 27 | Trevor Jordan                | Suzuki       | 3      | Uitgevallen         | 19   |        |
| DNQ | 41 | Peter Smolik                 | Suzuki       | 0      | Niet gekwalificeerd |      |        |

## Tussenstanden na wedstrijd
| Pos | Nr | Rijder            | Team   | Punten |
| --- | -- | ----------------- | ------ | ------ |
| 1   | 3  | Raymond Roche     | Ducati | 346    |
| 2   | 4  | Fabrizio Pirovano | Yamaha | 284    |
| 3   | 2  | Stéphane Mertens  | Honda  | 283    |
| 4   | 19 | Rob McElnea       | Yamaha | 199    |
| 5   | 1  | Fred Merkel       | Honda  | 197    |

1990 · 1991